# Andreas Kopp
Andreas Kopp (* 1959 in Amsterdam, Holland) ist ein deutsch-holländischer Maler. Seit 1991 stellt er weltweit aus. Kopp bevorzugt als Untergrund für seine Bilder Eisenblech im Format von 50 X 37 cm, das er einritzt, mit Industrielacken besprüht oder mit Blattgold und Rost verziert.

## Biografie
Als Sohn eines Deutschen und einer Holländerin 1959 in Amsterdam geboren, war Kopp in den Städten Den Haag, Köln, Hamburg und Berlin beheimatet. Er studierte als Sonderbegabter von 1977 bis 1982 an der Kunstakademie in Düsseldorf und stellt seit 1991 in den Niederlanden, Belgien, Deutschland, Italien, der Schweiz, in Japan und den USA aus. 1992 wurde er mit dem Ernst-Barlach-Preis ausgezeichnet.
Kopp entwarf 1990 das Cover der Doppel-LP Auf dem Kreuzzug ins Glück von der Band Die Toten Hosen und erhielt dafür als Beteiligter eine goldene Schallplatte.
Kopp erhielt als freischaffender Künstler mehrmals öffentliche Aufträge und konnte seine Arbeiten in die Innenarchitektur verschiedener Bauwerke einfließen zu lassen. So gestaltete er beispielsweise das Foyer der Kölnarena oder die Halle des technischen Rathauses in Köln. Die Longe der Berliner Kunstmesse 2007 stattete er mit 215 Bilder, jedes im Format von 20 × 30 cm aus. Seine 847-teilige Installation Dem unbekannten Broker wurde europaweit ausgestellt und in Teilen vom Berliner Bundesverband deutscher Banken angekauft. Anfang 2012 wurde Kopps zehn Meter hohe Leuchtskulptur mit dem Namen The Marker Tree am Autobahnzubringer in Kingswood bei Dublin realisiert. 2013 wurde Andreas Kopp Mitbegründer der Stiftung St. Moritz Art Academy.

## Ausstellungen (Auswahl)
- 1991 Goethe-Institut, Rotterdam
- 1992 Galerie Littmann in Basel
- 2006 Short Stories beim „Art on the Square“ in Belleville, USA
- 2006 Redemption Song, Galerie Ueker, Basel
- 2006 Kontinentalverschiebung, Museum Schloss Arolsen
- 2007 Unknown Broker, See301, Zürich
- 2008 Mikrospektive, Galerie am Hirschengraben, Zürich
- 2011 Sättigung Kunstverein Paderborn
- 2011 Gobelin No.X, Spacio Borgogno, Mailand
- 2012 European Horizons, Galerie Vernon, Prag
- 2013 Skulptur II, Littmann Kulturprojekte, Basel